# Erich Feifel
Erich Feifel (* 27. September 1925 in Lauchheim; † 5. April 2003 in München) war ein deutscher römisch-katholischer Theologe, und Universitätsprofessor für Religionspädagogik und Kerygmatik.

## Leben
Erich Feifel studierte nach Wehrdienst und Kriegsgefangenschaft Katholische Theologie, Philosophie und Pädagogik in Tübingen. Im Jahr 1950 wurde er zum Priester für das Bistum Rottenburg-Stuttgart geweiht.
Er promovierte 1957 bei Franz Xaver Arnold. Seine Habilitation im Fachgebiet Religionspädagogik erfolgte 1963.
Von 1968 bis 1991 lehrte und forschte er als Professor für Religionspädagogik und Kerygmatik an der Katholisch-Theologischen Fakultät der Ludwig-Maximilians-Universität in München. Von 1970 bis 1971 war er Dekan dieser Fakultät und von 1972 bis 1980 Vorsitzender der Studienreformkommission „Curricula in Theologie“ des Westdeutschen Fakultätentages. Im damaligen Institut für Katechetik und Homiletik nahm er bis zu dessen Auflösung 1982 die Aufgabe des Kuratoriumsvorsitzenden wahr.
In seiner langjährigen Lehrtätigkeit und in zahlreichen Publikationen hat er die Weiterentwicklung des Faches Religionspädagogik im deutschsprachigen Raum seit den 1960er Jahren wesentlich mitgestaltet und weiterentwickelt und bedeutend zu ihrer Profilierung als wissenschaftliche Disziplin beigetragen.
Zu seinen Schülern zählen u. a. Konrad Baumgartner, Hubert Brosseder, Fritz Köster SAC, Michael Langer, Ehrenfried Schulz Jürgen Werbick und Paul Wehrle.

## Werke (Auswahl)

### Publikationen in Buchform

#### Monographien
- Grundzüge einer Theologie des Gottesdienstes, Motive und Konzeption der Glaubensverkündigung Michael Helding, 1506 – 1561 als Ausdruck einer katholischen „Reformation“ (= UTS 15), 1960.
- Katechese im Zeichen christlicher Weltoffenheit. Die Vorträge des  Religionspädagogischen Kurses 1967 im Cassianeum Donauwörth Donauwörth 1968.
- Catechesi in un mondo senza Dio (= Collana Fondamenti di una catechesi rinnovata, Band 2). Übersetzt von Luigi Benna. Turin-Leumann 1969 (italienisch; Die Glaubensunterweisung und der abwesende Gott).
- El problema pedagógico de la incredulidad. Übersetzt von Eloy Requena. Barcelona 1970 (spanisch; Die Glaubensunterweisung und der abwesende Gott).
- Erwachsenenbildung. Glaubenssinn und theologischer Lernprozess (= Unterweisen und verkünden, Band 21). Zürich, Einsiedeln, Köln 1972, ISBN 3-545-26081-X.
- Didaktik des Religionsunterrichts. Ein Leitfaden. Hrsg. von Fritz Weidmann. 5., erweiterte., überarbeitete und ergänzte Auflage, Donauwörth 1988, 6., mehrfach veränderte Auflage Donauwörth 1992, ISBN 3-403-00944-0
- Auftrag und Anspruch einer theologischen Fakultät. Festvortrag am 5. Oktober 1992 bei der akademischen Feier anlässlich der Erhebung der Philosophisch-Theologischen Hochschule der Salesianer Don Boscos in Benediktbeuern zur theologischen Fakultät (= Benediktbeurer Hochschulschriften, Band 4). München 1992, ISBN 3-7698-0738-3.
- Christliches Menschenbild in der katholischen Schule (= Handbuch katholische Schule, Band 2., Pädagogische Beiträge, Heft 9). 1992, ISBN 3-7616-1056-4.
- Der Erziehungsauftrag der katholischen Schule (= Handbuch katholische Schule, Band 2., Pädagogische Beiträge, Heft 24). 1992, ISBN 3-7616-1056-4.
- Christliches Menschenbild in der Schule. Realitätsfremde Forderung oder pädagogische Chance? Mit einer Ansprache von Herbert Hauf anlässlich eines Treffens katholischer Lehrer in Bamberg. Hrsg. von Pressestelle des Erzbischöflichen Ordinariats Bamberg. Bamberg 1992.
- Religiöse Erziehung im Umbruch. Hrsg. von Stephan Leimgruber und Michael Langer. München 1995, ISBN 3-466-36438-8 (mit Bibliographie zu Erich Feifel auf den S. 313–320).

#### Herausgeberschaften
- gemeinsam mit Robert Leuenberger, Günter Stachel, Klaus Wegenast: Handbuch der Religionspädagogik (3 Bände: Band 1: Religiöse Bildung und Erziehung. Theorie und Faktoren; Band 2: Didaktik des Religionsunterrichts. Wissenschaftstheorie; Band 3: Religionspädagogische Handlungsfelder in kirchlicher Verantwortung). Gütersloh, 1973–1975.
- Beiträge zur Hochschuldidaktik (= Studium katholische Theologie, Band 2). Hrsg. im Auftrag des Westdeutschen Fakultätentags, der Kommission Curricula in Theologie durch Erich Feifel. Zürich, Einsiedeln, Köln 1974, ISBN 3-545-26114-X.
- Busse, Busssakrament, Busspraxis (= Theologisches Kontaktstudium des Fachbereichs Katholische Theologie der Universität München, Band 3), München 1975, ISBN 3-7698-0245-4.
- Zum Berufspraxisbezug des Theologiestudiums (= Studium katholische Theologie, Band 4). Hrsg. im Auftrag des Westdeutschen Fakultätentags, der Kommission Curricula in Theologie durch Erich Feifel. Zürich, Einsiedeln, Köln 1976, ISBN 3-545-26119-0.
- Rahmenordnung (= Studium katholische Theologie, Band 5). Zürich, Einsiedeln, Köln 1976, ISBN 3-545-26122-0.
- Welterfahrung und christliche Hoffnung. Donauwörth 1977, ISBN 3-403-00722-7.
- Fachorientierte Schwerpunktbildung (= Studium katholische Theologie, Band 6). Zürich, Einsiedeln, Köln 1980, ISBN 3-545-26174-3.
- gemeinsam mit Walter Kasper: Tradierungskrise des Glaubens. München 1987, ISBN 3-466-36271-7.

### Beiträge in Sammelwerken (Auswahl)
- Didaktische Ansätze in der Religionspädagogik. In: Hans-Georg Ziebertz, Werner Simon (Hrsg.): Bilanz der Religionspädagogik. Patmos, Düsseldorf, 1995, ISBN 3-491-78470-0, S. 86–110.

### Artikel (in Auswahl)
- Symbolerziehung durch Ritualisierung. In: Lebendige Seelsorge, Jahrgang 29, 1978, S. 309–315.